# 得業士
得業士（とくぎょうし、独：Diplom）とは、日本の旧制高等学校や旧制専門学校において授与された称号。またドイツにおける大学卒業者の学位・ディプロームの日本語訳。

## 日本の得業士の称号
得業士号は1872年（明治5年）制定の学制で、博士号、学士号とともに成立した官立学校教員の称号を起源とする。1878年（明治11年）に東京大学に学位授与権が与えられ、得業士号を学位とすることが認められたが、適用されなかった。1887年（明治20年）に学位令が制定され、学位としての得業士は廃された。
1894年（明治27年）の（第1次）高等学校令により、高等中学校から転換された（旧制）高等学校には、医学･法学･工学の4年制専門学部が存在し、これらを卒業した者は〇〇得業士と称することが認められていた。専門学部が全て独立の旧制専門学校になって以降も、得業士の称号は授与される場合があった。
また1918年（大正7年）制定の（第二次）高等学校令の第9条2においては、「専攻科ヲ卒リタル者ハ得業士ト称スルコトヲ得」と規定され、高等学校高等科を卒業し（通常学修年限3年）、さらに学修年限1年以上の専攻科を修了した者に称号として授与されることとなった。ただしこの頃の高等学校は主に帝国大学の予備教育を行なうための機関となっており、専攻科が設けられることはなく空文化した。
転じて旧制高校とは無関係に設立された旧制専門学校、特に医学専門学校の卒業生などに与えられる称号ともなり、医専卒業生に対しては医学得業士、（官立）東京高等歯科医学校の卒業生に対しては歯科得業士の称号が授与された。これは医専・歯専の学修期間4年若しくは5年が高等学校3年+専攻科1年以上の学修期間と同等以上であるとみなされたことを根拠としている。
これらの学校の卒業見込者に対し「得業士称号認可願」の書類を審査し、合格した者に卒業とともに称号の授与が認可された。なお得業士は旧制大学が授与した学士より下の位置付けである。戦後の学制改革で得業士の称号は廃され、旧制専門学校から昇格の新制大学も卒業者が学士の称号を名乗れるように設定され、1991年7月以降は学士号を授与するようになった。
大学設置基準に満たずに新制大学昇格に洩れた旧制専門学校は短期大学に転換したが、1964年まで暫定の制度だったため、卒業者への称号は与えられず、短期大学卒業者に向け準学士の称号が創設されたのは1991年、短期大学士の学位が創設されたのは2005年である。加えて、1994年には2年制専門学校修了者に向け専門士の称号が創設されている。なお、短期大学、高専、2年制専門学校と最早新卒年齢を同じくする新制高等学校の2年制の専攻科には、2020年現在準学士や専門士相当の称号は設定されていない。

## ドイツの得業士の学位
ドイツにおけるディプローム (Diplom) の学位を得業士と訳する。得業士の学位は大学学部前期2年の4セメスター修了時に予備試験と最低4年の8セメスター修了時の得業士試験合格を取得要件とする。さらに、その後の2年間の研究と博士試験によってドクター学位を取得できるという独自の制度を採用していた。
しかし、国際化の進展とともに独自の学位が不便ともされるようになったため、ボローニャ・プロセスを契機に学士と修士の二段階からなる英米式の学位制度も創設されるに至っている。